# Vincenzo Lavenia
Vincenzo Lavenia (1970) è uno storico italiano, specializzato in Storia Moderna.

## Biografia
Nel 1994 ha conseguito la Laurea in Storia Moderna presso la Scuola Normale Superiore di Pisa.
Dal 2021 è Professore ordinario di Storia moderna presso l'Università di Bologna.
È stato visiting professor presso l'Instituto de História e Teoria das Ideias di Coimbra, presso l'École Pratique des Hautes Études a Parigi, presso la University of Cambridge e la Università di Bielefeld.
Ha curato diverse opere di Storia Moderna, tra cui una Introduzione alla storia moderna in tre volumi edita da Il Mulino, e numerosi contributi in particolare sulla storia del Cristianesimo. Una serie di contributi è poi dedicata alla storia dell'Inquisizione, con particolare approfondimento sul Piemonte.

## Opere

### Monografie
- Vincenzo Lavenia, L'infamia e il perdono. Tributi, pene e confessione nella teologia morale della prima età moderna, Il mulino, 2004, ISBN 8815096116.
- Adriano Prosperi, Vincenzo Lavenia e John Tedeschi (a cura di), Dizionario storico dell'Inquisizione, Edizioni della Normale, 2010, ISBN 8876423230.
- Vincenzo Lavenia e Marco Bellabarba (a cura di), Introduzione alla storia moderna, Il mulino, 2018, ISBN 9788815278579.
- Vincenzo Lavenia, Dio in uniforme: cappellani, catechesi cattolica e soldati in età moderna, collana Studi e ricerche (Mulino), il Mulino, 2017, ISBN 978-88-15-27325-3.
- (EN) Cornel Zwierlein e Vincenzo Lavenia, Fruits of migration: heterodox Italian migrants and Central European culture 1550-1620, collana Intersections, Brill, 2018, ISBN 978-90-04-37112-5.
- Francesco Benigno e Vincenzo Lavenia, Peccato o crimine: la Chiesa di fronte alla pedofilia, Gius. Laterza & Figli Spa, 2021, ISBN 9788858141861.
- Chiara Petrolini, Vincenzo Lavenia e Sabina Pavone, Sacre metamorfosi: racconti di conversione tra Roma e il mondo in età moderna, collana La storia, Viella, 2022, ISBN 979-12-5469-006-2.
- Vincenzo Lavenia (a cura di), Storia del cristianesimo. Vol. 3: L'età moderna (secoli XVI-XVIII), vol. 3, Roma, Carocci, 2023, ISBN 9788829020010.
- (EN) Irene Bueno, Vincenzo Lavenia e Riccardo Parmeggiani (a cura di), Current trends in the historiography of Inquisitions: themes and comparisons, Viella, 2023, ISBN 9791254694282.

### Articoli
- Vincenzo Lavenia, ‘Cauda Tu Seras Pendu’. Lotta Politica Ed Esorcismo Nel Piemonte Di Vittorio Amedeo I (1634), in Studi Storici, vol. 37, n. 2, 1996,  pp. 541-91.
- Vincenzo Lavenia, L'inquisizione del duca: i domenicani e il Sant'Uffizio in Piemonte nella prima età moderna, in Praedicatores, inquisitores; 3: I Domenicani e l'Inquisizione romana, 2008,  pp. 415-476.